# 西日本出版社
株式会社西日本出版社（にしにほんしゅっぱんしゃ）は、日本の中堅の出版社である。大阪府吹田市に本社を持つ。

「本籍地のある本」というスローガンで、地元密着型（特に関西圏）のグルメ雑誌や街歩きガイドなどを多数出版している。
2019年、第35回梓会出版文化賞特別賞を受賞。

## 主な刊行物

### 地元本（関西）
- 笹井良隆『大阪食文化大全』2010年。ISBN 978-4-901908-54-2
- 辻明俊『興福寺の365日（DVD付）』2020年。ISBN 978-4-908443-53-4
- 木戸崇之・朝日放送テレビ『スマホで見る阪神淡路大震災：災害映像がつむぐ未来への教訓』2020年。ISBN 978-4-908443-56-5
- 阪本一房『ききがき 大阪北摂：すいたの民話』2023年。ISBN 978-4-908443-81-7

### 旅・ガイド本
- 『くるり丹波篠山：京都丹波＋舞鶴』2019年。ISBN 978-4-908443-47-3
- 中野周平『僕の歩き遍路：四国八十八ケ所巡り』2022年。ISBN 978-4-908443-70-1
- 『瀬戸の島旅：しまなみ海道＋とびしま海道 ゆめしま海道』2023年。ISBN 978-4-908443-54-1

### 芸術・芸能
- 村上ナッツ（文）・つだゆみ（マンガ）・辰巳満次郎（監修・コラム）『能の本』2016年。ISBN 978-4-908443-10-7
  - 『能の本・２』2018年。ISBN 978-4-908443-22-0
- 笑福亭銀瓶『師弟：笑福亭鶴瓶からもらった言葉』2021年。ISBN 978-4-908443-57-2

### 読み物
- 勝谷誠彦『獺祭：天翔ける日の本の酒』2014年。ISBN 978-4-901908-91-7
- 寮美千子『あふれでたのはやさしさだった：奈良少年刑務所・絵本と詩の教室』2018年。ISBN 978-4-908443-28-2
- 広尾克子『カニという道楽：ズワイガニと日本人の物語』2019年。ISBN 978-4-908443-45-9
- 養老孟司『まる　ありがとう』2021年。ISBN 978-4-908443-67-1

### 古典
- 村田右富実（監修）『よみたい万葉集』2015年。ISBN 978-4-901908-94-8
- 村田右富実（監修）・村上ナッツ（文）・つだゆみ（マンガ）『<マンガ遊訳>わかる日本書紀・1巻：神々と英雄の時代』2018年。ISBN 978-4-908443-32-9 ※全4巻